# Кубок Чиано
Кубок Чиано (Сиано) (итал. Coppa Ciano) являлся известной автомобильной гонкой в Италии. Оригинальное название — Coppa Montenero или Circuito Montenero. Название Кубок Чиано использовалось в 1927—1939 годах.
Начиная с первых соревнований, спортивные автомобильные гонки в Италии были очень популярны. Сразу после Первой мировой войны было построено несколько гоночных трасс. Среди них был Montenero Circuit в Ливорно, который стал домом для ежегодного Кубка Монтенеро с 1921 года. В начале в гонках участвовали только местные гонщики, и организаторы испытывали серьёзные финансовые проблемы. В 1923 году данный турнир был взят под контроль Автомобильного клуба Италии, что обезопасило его от банкротства.
В 1927 году в Ливорно появился морской герой и политик Костанцо Чиано (Costanzo Ciano), придумавший и проспонсировший трофей за победу — Кубок Чиано. В начале трофей вручался за победы в гонках спустя неделю после Кубка Монтенеро. Но в 1929 году Кубок Чиано стал главным событием, и с этого времени данное название стало общепринятым.
Гонщик Эмилио Матерасси (Emilio Materassi) выигрывал гонку 4 раза подряд в 1925—1928 годах и заслужил прозвище «Король Монтенеро».
В тридцатые годы итальянский гонщик член зала Славы Тацио Нуволари выиграл гонку пять раз, больше чем кто-либо. Особенно значимой стала победа в 1936 году, где он обошёл мощные немецкие автомобили. Эта победа стала одной из причин включения трассы Монтенеро в Гран-при Италии в 1937 году, вместо используемой обычно Монцы.
В 1939 году гонки в классе Вуатюретт были постоянными. Последняя прошла перед Второй мировой войной, затем гонки прервались на много лет.
В 1947 году прошла 20-я финальная гонка Кубка Монтенеро на автомобилях 1500 см³ без турбонаддува. Из-за связей Костанцо Чиано с фашистским режимом она больше не называлась Кубком Чиано.

## Победители Кубка Чиано
| Год        | Победитель                           | Класс                        | Автомобиль               | Название гонки                                                   |
| ---------- | ------------------------------------ | ---------------------------- | ------------------------ | ---------------------------------------------------------------- |
| 1947       | Франко Вентури                       | 1500куб.см. без турбонаддува | Cisitalia D46 - Fiat     | XX Circuito Montenero                                            |
| 1940- 1946 | Не проводился                        | Не проводился                | Не проводился            | Не проводился                                                    |
| 1939       | Джузеппе Фарина                      | Вуатюретт                    | Alfa Romeo 158           | XIX Circuito Montenero                                           |
| 1938       | Герман Ланг                          | Гран-при                     | Mercedes-Benz W154       | XVIII Circuito Montenero                                         |
| 1937       | Рудольф Караччола                    | Гран-при                     | Mercedes-Benz W125       | XV Gran Premio d'Italia * XI Coppa Ciano XVII Circuito Montenero |
| 1936       | Тацио Нуволари Карло Мария Пинтакуда | Гран-при                     | Alfa Romeo 8C-35         | XVI Circuito Montenero                                           |
| 1935       | Тацио Нуволари                       | Гран-при                     | Alfa Romeo Tipo-B 'P3'   | XV Circuito Montenero                                            |
| 1934       | Акилле Варци                         | Гран-при                     | Alfa Romeo Tipo-B 'P3'   | XIV Circuito Montenero                                           |
| 1933       | Тацио Нуволари                       | Гран-при                     | Maserati 8CM             | XIII Circuito Montenero                                          |
| 1932       | Тацио Нуволари                       | Гран-при                     | Alfa Romeo Tipo-B 'P3'   | XII Circuito Montenero                                           |
| 1931       | Тацио Нуволари                       | Гран-при                     | Alfa Romeo 8C 2300 Monza | XI Circuito Montenero                                            |
| 1930       | Луиджи Фаджоли                       | Гран-при                     | Maserati 26M             | IV Coppa Ciano X Circuito Montenero                              |
| 1929       | Акилле Варци                         | Гран-при                     | Alfa Romeo P2            | IX Circuito Montenero                                            |
| 1928       | Эмилио Матерасси                     | Гран-при                     | Talbot 700               | VIII Circuito Montenero                                          |
| 1928       | Марио Раццаути                       | Спорткары                    | Alfa Romeo 6C-1500       | II Coppa Ciano                                                   |
| 1927       | Эмилио Матерасси                     | Гран-при                     | Bugatti T35C             | VII Circuito Montenero                                           |
| 1927       | Аттильо Маринони                     | Спорткары                    | Alfa Romeo 6C-1500       | I Coppa Ciano                                                    |
| 1926       | Эмилио Матерасси                     | Гран-при                     | Itala Spl                | VI Circuito Montenero                                            |
| 1925       | Эмилио Матерасси                     | Гран-при                     | Itala Spl                | V Circuito Montenero                                             |
| 1924       | Ренато Балестреро                    | Гран-при                     | OM 665                   | IV Circuito Montenero                                            |
| 1923       | Марио Раццаути                       | Гран-при                     | Ansaldo 2000             | III Circuito Montenero                                           |
| 1922       | Карло Мазетти                        | Гран-при                     | Bugatti 37 1500          | II Circuito Montenero                                            |
| 1921       | Карло Лотти                          | Гран-при                     | Ansaldo 2000             | I Circuito Montenero                                             |

* В 1937 году гонка имела статус Гран-при Италии